# Samson Godwin
Samson Godwin (* 11. November 1983 in Warri) ist ein nigerianischer Fußballspieler.

## Karriere
Samson Godwin begann seine Karriere bei dem Gabros International FC in Nigeria. Seit 2002 stand er beim ukrainischen Erstligisten Karpaty Lwiw unter Vertrag. 2009 wurde er kurzfristig an den kasachischen Erstligisten Schachtjor Qaraghandy und im Jahr 2011 an den Ligarivalen Wolyn Luzk ausgeliehen, bevor er 2012 zum FK Minsk wechselte.